# بوهوت (بني عمارت)
بوهوت هي إحدى مشيخات المملكة المغربية، تتبع جغرافيا لإقليم الحسيمة وإداريًا لبني عمارت. يقدر عدد سكانها بـ 1416 نسمة حسب الإحصاء الرسمي للسكان والسكنى لسنة 2004.